# Абдуллаєв Мікаїл Гусейн-огли
Абдуллаєв Мікаїл Гусейн-огли (нар. 19 грудня 1921, Баку) — азербайджанський художник, народний художник Радянського Союзу (1963) та член-кореспондент Академії мистецтв Радянського Союзу (1958). 

## Життєпис
В 1949 році Мікаїл Гусейн-огли випустився з Московського художнього інституту імені В. І. Сурикова, де навчався під керівництвом С. Герасимова. Його творчість охоплює ліричні картини, такі як «Вечір" (1947), «Вогні Мінгечаура» (1948), «Будівники щастя» (1951), триптих «На полях Азербайджану» (1963-65), «Великий поет Вагіф» (1968), диптих «Дівчата-рисоводи" (1970), а також оформлення станції метро «Нізамі» в Баку (1973-76) та ілюстрації до поеми «Лейлі і Меджнун» Фізулі (1973). За свою творчість Абдуллаєв Мікаїл Гусейн-огли був нагороджений орденами Леніна та Жовтневої Революції, а також медалями.